# Petite Rivière Saint-Jean
Pour les articles homonymes, voir Rivière Saint-Jean.
La Petite Rivière Saint-Jean est un cours d'eau français qui s'écoule à Sainte-Suzanne, sur l'île de La Réunion. Cette rivière prend naissance dans le parc national de La Réunion et se jette dans la Grande Rivière Saint-Jean, qui débouche dans l'océan Indien. Son cours forme la cascade Délices près de Quartier Français.